# Verein
Der Verein (etymologisch aus vereinen ‚eins werden‘ und etwas ‚zusammenbringen‘) oder Klub bezeichnet eine freiwillige und auf Dauer angelegte Vereinigung von natürlichen und/oder juristischen Personen zur Verfolgung eines bestimmten Zwecks, die in ihrem Bestand vom Wechsel ihrer Mitglieder unabhängig ist.

## Geschichte und Entwicklung
Der älteste bekannte Klub wird 1413 erwähnt und war in London für die Gemeinschaftsaufgaben „wohltätiger Zwecke“ von frommen Tempelherren ins Leben gerufen worden. Der Name dieser Bruderschaft lautete La Court de Bonne Compagnie. Die Handwerkszünfte und Kaufmannsgilden des Mittelalters und der frühen Neuzeit vertraten Berufsinteressen und trugen ferner auch dem Bedürfnis nach Gemeinschaft und Geselligkeit Rechnung (Zunfthäuser, Musikgilden der Meistersinger). Der heutigen Bedeutung schon näher waren die seit dem 17. Jahrhundert gegründeten Sprachgesellschaften, die Zusammenschlüsse der englischen Oberschicht im 18. Jahrhundert (Gentlemen’s Clubs), die Freimaurerlogen, die Literarischen Gesellschaften der Aufklärung oder die politischen Klubs während der Französischen Revolution, die Vorläufer der politischen Parteien waren.
Erste standesübergreifende Vereine gründeten sich im Deutschsprachigen während des 18. Jahrhunderts. Es waren zuerst aufklärerisch gesinnte Vereinigungen, die sich der Pflege von Bildung und Kultur verpflichtet fühlten. Einer der bekanntesten Geselligkeitsclubs dieser frühen Phase war der 1749 gegründete Berliner Montagsclub. Später kamen die bürgerlichen Lesegesellschaften auf.
Das Aufblühen des modernen Vereinswesens ist eng mit der Industrialisierung verknüpft, als Menschen die starren ständischen Korporationen aufgaben, die das wirtschaftliche und gesellschaftliche Leben bislang geprägt hatten. Mit dem Beginn des 19. Jahrhunderts entstanden zahlreiche Vereine, „Gesellschaften“, Verbindungen sowie Bünde.
Als Vereinswesen bezeichnet man das Recht der Staatsbürger, zu gemeinsamen Zwecken sich zu vereinigen und gemeinsame Ziele gemeinsam anzustreben (Vereinigungsfreiheit, Recht der Assoziation), und ebenso das Recht der freien Versammlung (Versammlungsrecht) gehören zu denjenigen Rechten, welche unmittelbar aus der persönlichen Freiheit abzuleiten sind.
Mobilität, Flexibilität und Individualität fanden in der Struktur des Vereins eine neue Grundlage zur Entfaltung gemeinschaftlichen Lebens und zur Durchsetzung gemeinsamer Interessen. Diese Interessen umfassten das gesamte Spektrum des Lebens. Zunächst war der Anspruch vieler Vereine ein genereller, allgemeiner. Zum Beispiel war ein Turnverein zugleich ein Sportverein, ein religiöser Verein und ein patriotischer Verein (siehe Friedrich Ludwig Jahn: „frisch, fromm, fröhlich, frei“) und vereinte damit individuelle mit kollektiven Interessen. Damit gewannen Vereine zunehmend gesellschaftlichen Einfluss und Macht.

### Geschichte des Vereinswesens in Deutschland

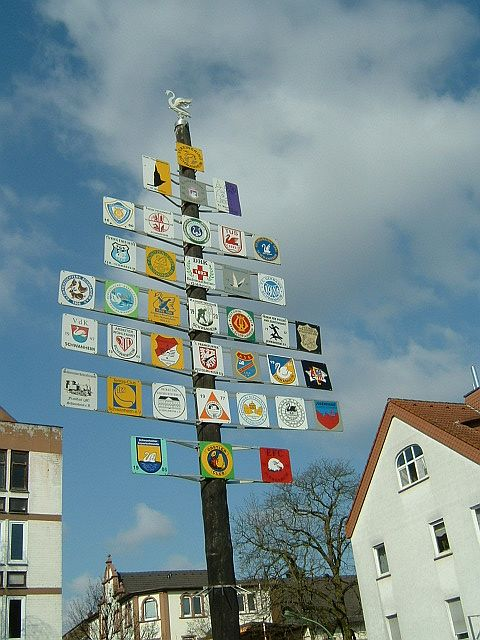
In einigen wenigen deutschen Ortsgemeinden (hier: Frankfurt-Schwanheim) steht ein Vereinsbaum an zentralen Gemeindeplätzen und zeigt die Symbole der ortsansässigen Vereine.

Das Allgemeine Preußische Landrecht von 1794 gestand den Untertanen Vereinigungs- und Versammlungsfreiheit zu, bei gleichzeitigem Verbot „jeder Beratung politischer Angelegenheiten in Vereinen“. Zur Zeit der napoleonischen Herrschaft und der Freiheitskriege bildeten sich zahlreiche patriotische Vereinigungen, die die politisch unverdächtigere Bezeichnung Verein (statt Klub oder Gesellschaft) wählten. Bis 1848 ging das Streben der Gesetzgebung in den einzelnen deutschen Staaten dahin, Vereine mit politischer Tendenz zu verbieten und die Abhaltung von Volksversammlungen schlechthin von der Genehmigung der Behörden abhängig zu machen.
Die mit dem Reichsgesetz betreffend die Grundrechte des deutschen Volkes vom 27. Dezember 1848 für anwendbar erklärten Grundrechte garantierten auch das freie Vereins- und Versammlungsrecht (Vereinigungs- und Versammlungsfreiheit). Den Grundrechten kam allerdings noch kaum praktische Bedeutung zu, da die Gegenrevolution zu diesem Zeitpunkt wieder erstarkt war und mehrere Gliedstaaten des Deutschen Bundes die Veröffentlichung der Grundrechte in ihren Gesetzblättern verweigerten, was nach damaligem Bundesrecht zu deren Inkrafttreten erforderlich gewesen wäre. Schon im August 1851 wurde der Grundrechtskatalog von der Bundesversammlung auch formal aufgehoben. Ein Bundesbeschluss vom 13. Juli 1854 verstärkte die Repression gegenüber entsprechenden Aktivitäten noch.
Gleichzeitig ist allerdings in den letzteren ausgesprochen, dass dieses Recht in seiner Ausübung der Regelung durch besondere Gesetze (Vereins- und Versammlungsrecht im objektiven Sinn) bedürfe, und so war dann auch z. B. das Vereins- und Versammlungsrecht in Preußen durch Verordnung vom 11. März 1850, in Bayern durch Gesetz vom 26. Februar 1850, in Sachsen durch Gesetz vom 22. November 1850, in Württemberg durch Gesetz vom 2. April 1848, in Baden durch Gesetz vom 21. November 1867 und in Hessen durch Verordnung vom 2. Oktober 1850 normiert worden.
Danach galten im Wesentlichen folgende Grundsätze:
- Das Vereinsrecht steht unter obrigkeitlicher Kontrolle (Vereinspolizei).
- Politische Vereine müssen Statuten und Vorsteher haben, welche, ebenso wie die Mitglieder, der Behörde anzuzeigen sind.
- Minderjährige sind von der Teilnahme ausgeschlossen.
- Dasselbe galt in Preußen bei politischen Vereinen auch für Frauen.
- Ferner sollte nach dem preußischen Vereinsgesetz ein politischer Verein nur als örtlicher Verein geduldet werden, und ebendarum durfte er nicht mit anderen politischen Vereinen in Verbindung treten.
- Sitzungen und Vereinsversammlungen mussten der Obrigkeit angezeigt werden; die Polizei durfte zu jeder Versammlung Beamte oder andere Bevollmächtigte abordnen. Bei ausgesprochener Auflösung durch die Polizeiorgane hatten alle Anwesenden sich sogleich zu entfernen.
- Öffentliche Volksversammlungen müssen 24 Stunden vor ihrem Beginn der Behörde angemeldet werden, und diese ist so berechtigt als verpflichtet, die Versammlung zu verbieten, wenn Gefahr für das öffentliche Wohl oder die öffentliche Sicherheit obwaltet.
- Zu Versammlungen unter freiem Himmel und zu öffentlichen Aufzügen ist polizeiliche Erlaubnis erforderlich.
- Sollen Vereine aus bloßen Gesellschaften zu juristischen Personen (Korporationen) werden, so war zur Erlangung der korporativen Rechte ein besonderer Regierungsakt erforderlich.

Artikel 4 Nr. 16 der deutschen Reichsverfassung von 1871 brachte das Vereinswesen in den Kompetenzkreis der Reichsgesetzgebung. Ein Reichsvereinsgesetz kam jedoch erst 1908 zustande. Das Reichswahlgesetz gestattete die Bildung von Vereinen zum Betrieb der den Reichstag betreffenden Wahlangelegenheiten, doch war nach dem Reichsmilitärgesetz den zum aktiven Heer gehörigen Militärpersonen die Teilnahme an politischen Vereinen und Versammlungen untersagt.
Ferner war nach der deutschen Gewerbeordnung (§ 152 f.) für alle gewerblichen Arbeiter das Verbot der Vereinigung zur Erlangung günstigerer Lohnbedingungen aufgehoben (Koalition), doch durfte der Beitritt nicht durch Zwang oder Drohung herbeigeführt werden.
Vereine, deren Dasein, Verfassung oder Zweck vor der Staatsregierung geheim gehalten werden sollen, oder in welchen gegen unbekannte Obere Gehorsam oder gegen bekannte Obere unbedingter Gehorsam versprochen wurde, waren nach dem deutschen Strafgesetzbuch (§ 128) verboten.
Dasselbe galt für Vereine zu unerlaubten Zwecken (§ 129). Besondere Beschränkungen der Vereins- und Versammlungsfreiheit wurden durch das Sozialistengesetz herbeigeführt. Ausländer, Frauen und Minderjährige konnten nicht Mitglieder von politischen Vereinen sein.
1964 wurde in der Bundesrepublik Deutschland das Vereinsgesetz erlassen.
In der DDR trat mit der Einführung des Zivilgesetzbuch der DDR zum 1. Januar 1976 die Verordnung über die Gründung und Tätigkeit von Vereinigungen in Kraft, welche das Vereinswesen regelte. Diese Verordnung wurde mit Wirkung ab dem 21. Februar 1990 durch das Gesetz über Vereinigungen abgelöst, was eine Überleitung in das bundesdeutsche Vereinsrecht ermöglichte.

### Das Vereinswesen in Deutschland heute
2022 gibt es in Deutschland rund 600.000 Vereine. Seit den siebziger Jahren hat sich deren Anzahl damit verfünffacht. Bei den Mitgliederzahlen indes zeigt sich ein gegenläufiger Trend. Gaben 1990 rund 62 Prozent der Bundesbürger an, Mitglied in mindestens einem Verein zu sein, waren es 2000 nur noch 53 Prozent. 2014 besaßen lediglich 44 Prozent der Deutschen eine Vereinsmitgliedschaft. Probleme bei den Mitgliedszahlen haben insbesondere politische Vereine. Aber auch karitative, humanitäre, Umwelt- oder Tierschutzvereine stehen vor ähnlichen Herausforderungen. Drei von vier Deutschen, die sich in einem Verein engagieren, sind aktive Mitglieder.
Unter den Deutschen besonders beliebt sind Sportvereine. Jeder fünfte Bundesbürger verbringt hier seine Freizeit. Daneben gibt es Hobby- und Interessenvereine, Musik- und Gesangsvereine oder auch Kleingarten- sowie Tierzüchtervereine und Kegelklubs.
Bei der Integration von Zugewanderten spielen Sportvereine eine Rolle, vor allem Fußballvereine. Aber auch andere Vereine haben zur Zukunftssicherung angesichts des demografischen Wandels ein Interesse an der Aufnahme von Migranten bekundet. Unklar ist, ob eigenethnische Vereine langfristig zur Integration oder umgekehrt zu einer Segregation bzw. Ghettobildung beitragen. Nach Art. 9 GG Abs. 1 ist die Vereinigungsfreiheit ein Deutschengrundrecht; in der Rechtsprechung und der Verwaltungspraxis gilt die Vereinsmitgliedschaft und ehrenamtliche Tätigkeit von Ausländern jedoch als „vereinbar mit nahezu allen Phasen der Verfahren nach dem Asylrecht“. Nach § 19 VereinsGDV ist ein Ausländerverein allerdings innerhalb von zwei Wochen nach der Gründung bei der zuständigen Behörde anzumelden.
In Deutschland gibt es verschiedene Förderprogramme und Wettbewerbe zur Unterstützung von Vereinen mit gemeinnützigen Zielen. Nennenswerte Wettbewerbe sind Startsocial, der Deutsche Bürgerpreis und Du und Dein Verein.
Insgesamt verteilen die Gerichte in Deutschland etwa 100 Millionen Euro pro Jahr aus eingestellten Verfahren an gemeinnützige Organisationen. Dabei sind Richter und Staatsanwälte frei in der Entscheidung, an welche Vereine das Geld geht. Kontrolliert wird die Vergabe nicht.

## Arten von Vereinen unter verschiedenen Gesichtspunkten
Anders als in den Rechtswissenschaften wird in den Sozialwissenschaften zwischen Verein und Verband unterschieden, obgleich beide den gleichen Rechtsstatus haben. Während der Verein eher auf lokale Bindung und gesellige Zwecke fokussiert ist, dient der (Interessen-)Verband der überregionalen Vertretung von Interessen und der Beeinflussung der Öffentlichkeit. Im Rahmen der Verbandsverantwortlichkeit wird heute aber auch im Rechtswesen der Begriff Verband teils umfassender gesehen als nur Vereine (und umfasst allgemeiner juristische Personen einschließlich ihrer Mitarbeiter bzw. Entscheidungsträger).
Unter organisationssoziologischen Gesichtspunkten hat Walther Müller-Jentsch Vereine in drei Klassen unterteilt: Selbstzweck-Vereine, ideelle Vereine und Selbst-/Fremdhilfe-Vereine. Selbstzweck-Vereine pflegen und fördern die (Freizeit-)Aktivitäten ihrer Mitglieder auf mannigfachen Gebieten; ideelle Vereine verfolgen externe (z. B. gemeinnützige, philanthropische und weltanschauliche) Ziele; Selbst- und Fremdhilfe-Vereine machen sich die Unterstützung Hilfsbedürftiger zur Aufgabe. Wenn ein Verein vom Finanzamt als gemeinnützig anerkannt ist, ist er für seinen gemeinnützigen Tätigkeitsbereich von Ertragsteuern und Vermögensteuern befreit.
In einer weiteren Ausdifferenzierung listet Müller-Jentsch zehn verschiedene Vereinsarten auf:
- Traditionsvereine (Bürger-, Heimat- und Schützenvereine),
- Sportvereine,
- Hobbyvereine (Kleingärtner- und Tierzüchtervereine, Kegelklubs, Philatelistenvereine etc.),
- Musische Vereine (Musik, Gesang, Tanz, Theaterspiel etc.),
- Kulturvereine (literarische Gesellschaften, Kunstvereine und Geschichtswerkstätten),
- Weltanschauungsvereine,
- Umwelt- und Naturschutzvereine,
- Selbsthilfevereine (Alkoholismus, Arbeitslosigkeit und spezifische Krankheiten),
- karitative und humanitäre (Fremdhilfe-)Vereine,
- Förder- und Trägervereine (für Jugendstätten, Kindergärten, Bürgerhäuser etc.).

In einem Verein können auch mehrere Zielsetzungen nebeneinander verfolgt und verwirklicht werden.
Ein Verein wird „international“ genannt, wenn seine Mitglieder verschiedenen Ländern und Staaten angehören, wie der Internationale Schriftstellerverein. Doch versteht man unter internationalen Vereinen auch Vereinigungen (Konventionen, völkerrechtlicher Verein) der Staaten selbst, etwa den Weltpostverein.
Wirtschaftliche Vereine (z. B. Konsum-, Sparkassen-, Aktienverein) sowie technische Vereine (z. B. Technischer Überwachungsverein) sind nur noch dem Namen nach Vereine; sie haben heute fast immer einen anderen rechtlichen Status. Auch Interessenverbände (wie ADAC, Gewerkschaften) und Parteien können zwar formal als rechtsfähige Vereine auftreten, sind aber organisationssoziologisch als freiwillige Vereinigungen (voluntary associations) und nicht als Vereine im engeren Sinne anzusehen.
Das Vereinsrecht ist in den anderen deutschsprachigen Ländern ähnlich geregelt. In einzelnen Ländern führte die Entwicklung des Vereinswesens im 19. Jahrhundert zu Differenzierungen zwischen Assoziation, Partei, Genossenschaft, Gewerkschaft. So werden politische Parteien in Deutschland in einem Parteirecht definiert, während die Parteien in der Schweiz einfache Vereine sind.

## Nationale Rechtslage

### Deutschland
Die Allgemeinen Vorschriften des Bürgerlichen Gesetzbuch (BGB) unterscheiden anhand des Vereinszwecks den nicht wirtschaftlichen Verein (§ 21 BGB) vom wirtschaftlichen (§ 22 BGB) sowie zwischen dem sogenannten rechtsfähigen Verein und dem Verein ohne Rechtspersönlichkeit (§ 54 BGB). Für den nicht wirtschaftlichen Verein verwendet die Rechtsprechung auch den Begriff Idealverein. Dieser erlangt seine Rechtspersönlichkeit durch Eintragung ins Vereinsregister des zuständigen Amtsgerichts und wird dann als eingetragener Verein, meist kurz e. V., bezeichnet. Des Weiteren gibt es altrechtliche Vereine.

#### Altrechtlicher Verein
Altrechtliche Vereine bestanden bereits vor dem Inkrafttreten des BGB und sind nicht im Vereinsregister eines Amtsgerichts eingetragen. Die Rechtsfähigkeit richtet sich nach den vor 1900 geltenden landesrechtlichen Bestimmungen, häufig wurde sie landesherrlich verliehen.

#### Eingetragener Verein
Ein eingetragener Verein ist ein nicht wirtschaftlicher Verein (ideeller Verein), der in das Vereinsregister des jeweils zuständigen Amtsgerichts eingetragen ist. Für die Zuständigkeit des Amtsgerichts ist der Vereinssitz maßgeblich.
Der eingetragene Verein wird üblicherweise e. V. abgekürzt, das BGB gibt allerdings keine offizielle Abkürzung vor. So nennt sich der Öömrang Ferian auf der Insel Amrum auf Amrumer Friesisch Öömrang Ferian i. f., für iindraanj ferian. Sorbische Vereine wie die Domowina verwenden in ihren sorbischen Vereinsnamen die Abkürzung z. t. für zapisane towarstwo (obersorbisch) bzw. zapisane towaristwo (niedersorbisch/wendisch).
Eingetragene Vereine sind juristische Personen. Sie sind vollrechtsfähig, das heißt, sie können als Rechtssubjekte selbst Träger von Rechten und Pflichten sein. Sie können vor Gericht klagen und verklagt werden. Der Vorstand vertritt den Verein nach außen.
Dem e. V. kann die Rechtsfähigkeit auf Antrag oder von Amts wegen entzogen werden, wenn
- durch einen gesetzeswidrigen Vorstands- oder Mitgliederversammlungsbeschluss das Gemeinwohl gefährdet ist,
- der Verein satzungswidrig wirtschaftliche Zwecke verfolgt,
- die Zahl der Vereinsmitglieder unter drei sinkt (§ 73 BGB) oder
- der Verein keinen Vorstand mehr gem. § 26 BGB besitzt. Hier muss das zuständige Amtsgericht einen Notvorstand berufen.

Als Mindestzahl bei der Eintragung fordert der Gesetzgeber sieben Mitglieder (§ 56 BGB). Dies ist eine allgemein anerkannte Sollvorschrift. Die Unterschreitung dieser Mitgliederzahl führt nicht zur Auflösung des Vereins – erst das Unterschreiten der Mindestmitgliederzahl von drei führt hierzu (§ 73 BGB).
Nach § 55a BGB kann eine Landesregierung bestimmen, dass die Gerichte des Landes das Vereinsregister elektronisch führen. Seit 2009 können sich Vereine elektronisch registrieren lassen.

#### Verein ohne Rechtspersönlichkeit
Ein Verein ist dann nicht rechtsfähig, wenn er weder durch Eintragung ins Vereinsregister (§ 21 BGB) noch durch staatliche Verleihung (§ 22 BGB) Rechtsfähigkeit erlangt hat. Er ist zwar eine Körperschaft, aber keine juristische Person. Da er im Gegensatz zur Gesellschaft bürgerlichen Rechts (diese ist eine Personengesellschaft) jedoch körperschaftlich organisiert ist (Vorstand anstelle von Geschäftsführungs- und Vertretungsbefugnis aller Mitglieder, Bestand des Vereins unabhängig vom Ein- oder Austritt von Mitgliedern), passen viele Vorschriften über die Gesellschaft bürgerlichen Rechts nicht auf den nicht rechtsfähigen Verein.
Gemäß § 54 BGB werden auf den nicht rechtsfähigen ideellen Verein die Normen (§§ 21 bis 53 BGB) für den rechtsfähigen Verein entsprechend angewandt, das heißt, soweit sie passen. Der nicht rechtsfähige wirtschaftliche Verein wird wie eine Personengesellschaft behandelt. In beiden Fällen haften die Personen, die im Namen eines Vereins einem Dritten gegenüber handeln, persönlich.
Für den nicht rechtsfähigen Verein wird auch in Anlehnung an den eingetragenen Verein die Bezeichnung nicht eingetragener Verein (gebräuchliche Abkürzung n. e. V.) verwendet. Seit einem Grundsatzurteil des Bundesgerichtshofes zur BGB-Gesellschaft im Jahr 2001 besteht kein Zweifel mehr, dass auch ein nicht rechtsfähiger Verein parteifähig, also (teil-)rechtsfähig, sein kann.
Der nicht eingetragene Verein ist die Urform des Vereins, da er nicht in das Vereinsregister eingetragen werden muss. Er kann für kurzfristige Ziele wie Bürgerinitiativen attraktiv sein, da man sich die Gerichtskosten der Eintragung spart. Obwohl ein nicht eingetragener Verein leichter zu gründen und traditionell staatsferner ist, weil die Kontrolle wegen der fehlenden Eintragung im Vereinsregister schwieriger ist, spricht meistens die volle Haftung der Mitglieder mit ihrem Privatvermögen gegen diese Variante. Allerdings ist oft von einer – auch stillschweigenden – Begrenzung der vertraglichen Haftung auf den Anteil am Vereinsvermögen auszugehen.
In der Rechtsform des nicht eingetragenen Vereins verfasst sind insbesondere: Gewerkschaften, zum Teil Arbeitgeberverbände, politische Parteien, Studentenverbindungen, der Deutsche Städtetag sowie die Bundesärztekammer.

#### Rechtsfähige wirtschaftliche Vereine
Wirtschaftliche Vereine, das heißt solche, deren Zweck auf einen wirtschaftlichen Geschäftsbetrieb gerichtet ist, erlangen gemäß § 22 BGB die Rechtsfähigkeit entweder aufgrund besonderer bundesgesetzlicher Vorschriften oder durch staatliche Verleihung. Solche besonderen Vorschriften sind die Regelungen über die Kapitalgesellschaften (AG, GmbH oder KGaA) und die eingetragene Genossenschaft: Alle diese Gesellschaftsformen bauen auf dem Vereinsrecht auf (vgl. nur Anwendbarkeit des § 31 BGB) und sind damit Vereine im weiteren Sinne. Prinzipiell hat eine juristische Person aus Gründen des Minderheiten- und Gläubigerschutzes diese speziell geschaffenen Gesellschaftsformen zu wählen.
Nur wenn das nicht möglich oder unzumutbar ist, kann dem Verein die Rechtsfähigkeit verliehen werden. In diesem Ausnahmefall erhält der Verein die Rechtsfähigkeit durch die staatliche Verleihung, zuständig dafür ist eine Landesbehörde. Ist der wirtschaftliche Verein durch Bundesgesetz zugelassen (wie zum Beispiel Erzeugergemeinschaften nach dem Marktstrukturgesetz), so ist die Rechtsfähigkeit zu verleihen. Der Verein wird nach Verleihung nicht im Vereinsregister eingetragen, sondern in Abteilung A des Handelsregisters. Verwertungsgesellschaften sind häufig als rechtsfähige wirtschaftliche Vereine organisiert.

#### Haftung
Für Verbindlichkeiten, die der eingetragene Verein durch seinen Vorstand begründet, haften nicht die einzelnen Vereinsmitglieder mit ihrem jeweiligen Privatvermögen, sondern nur der Verein mit dem Vereinsvermögen. Ausnahmsweise kann es zur Durchgriffshaftung der Vorstandsmitglieder kommen.
Etwas anderes gilt für unerlaubte Handlungen, die ein Mitglied des Vereins in seiner Eigenschaft als Vereinsorgan begeht. Hier schließt die Haftung des Vereins die persönliche Haftung des handelnden Vereinsmitglieds nicht aus. Liegen die Voraussetzungen für eine persönliche Haftung des Vereinsmitglieds vor, haften also sowohl der Verein als auch das handelnde Mitglied persönlich als Gesamtschuldner nach § 840 BGB.
In Vereinen ohne Rechtspersönlichkeit (nicht eingetragenen Vereinen) dagegen haften vor allem die handelnden Vorstandsmitglieder und Vertreter persönlich. § 54 Abs. 2 BGB bestimmt hierzu:

„Aus einem Rechtsgeschäft, das im Namen eines Vereins ohne Rechtspersönlichkeit einem Dritten gegenüber vorgenommen wird, haftet der Handelnde persönlich; handeln mehrere, haften sie als Gesamtschuldner.“

Der Bundesrat hat in seiner Sitzung am 18. September 2009 zwei Gesetzesentwürfe zur Reform des Vereinsrechts ohne Einspruch passieren lassen. Das Gesetz zur Begrenzung der Haftung von ehrenamtlich tätigen Vereinsvorständen beschränkt die Haftung von unentgeltlich oder mit einer Vergütung von bis zu 500 Euro (heute: 720 Euro) pro Jahr tätigen Vereins- oder Stiftungsvorständen auf Vorsatz und grobe Fahrlässigkeit. Das Gesetz wurde am 2. Oktober 2009 im Bundesgesetzblatt (BGBl.) verkündet, ist somit am 3. Oktober 2009 in Kraft getreten und hat den § 31a, welcher die Haftung von Vorstandsmitgliedern beschränkt, ins BGB eingeführt.

#### Organe
Für eingetragene Vereine sind zwei Organe vorgeschrieben, Vorstand und Mitgliederversammlung. Das Verhältnis dieser Organe zueinander kann von der Vereinssatzung unterschiedlich geregelt werden. Einige Satzungen sehen auch zusätzliche Organe wie einen Beirat, Aufsichtsrat oder Kuratorium vor, wobei diese fakultativen Organe nicht unbedingt die gleiche Bedeutung haben wie in anderen Rechtsformen. Einige Vereine bezeichnen wahlweise die Mitgliederversammlung oder den Vorstand als Kuratorium. In nicht eingetragenen Vereinen sind alle Mitglieder hinsichtlich ihrer Kompetenzen gleichgestellt, wenn nicht Organe wie beim eingetragenen Verein gebildet werden.

##### Vorstand
Die Einrichtung eines Vorstands ist gesetzlich vorgeschrieben (§ 26 BGB). Der Vorstand vertritt den Verein gerichtlich und außergerichtlich. Die Vertretungsmacht des Vorstandes kann allerdings in der Vereinssatzung mit Wirkung gegen Dritte beschränkt werden. Die Satzung kann beispielsweise bestimmen, dass Rechtsgeschäfte ab einem bestimmten Geschäftswert nur mit vorheriger Zustimmung der Mitgliederversammlung vorgenommen werden können. Dies ist gegenüber Dritten nur wirksam, wenn die Satzung im Vereinsregister eingetragen ist. Fehlen die Mitglieder des Vorstands, kann das zuständige Amtsgericht auf Antrag einen Notvorstand bestellen. Der Vorstand wird in der Regel von der Mitgliederversammlung gewählt, abweichende Regelungen sind aber möglich. Manche Vereinsvorstände haben zum Beispiel das Recht, durch Kooptation weitere Vorstandsmitglieder ohne Befragung der Mitgliederversammlung zu ernennen.

##### Mitglieder- oder Hauptversammlung
Je nach Art und Größe eines Vereins ist gemäß dessen Satzung das oberste Organ die Mitgliederversammlung. Bei mitgliederstarken Vereinen und bei Verbänden (Zusammenschluss von Vereinen) wird diese auch Delegiertenversammlung oder Hauptversammlung genannt. Sie entscheidet in allen Vereinsangelegenheiten, die nicht vom Vorstand oder einem anderen in der Satzung bestimmten Organ zu besorgen sind. Zu einer Mitglieder- oder Hauptversammlung hat der Vorstand in den von der Satzung bestimmten Fällen und wenn die Interessen des Vereins es gebieten einzuberufen. In der Praxis ist üblich, dass die Satzungen eine regelmäßige jährliche Mitgliederversammlung vorsehen.
Die Mitgliederversammlung entscheidet mit der von der jeweiligen Satzung bestimmten Mehrheit.
Eine außerordentliche Mitgliederversammlung muss in Fällen einberufen werden, welche die Satzung vorsieht, oftmals wenn 10 % der Mitglieder eines Vereines dieses verlangen (Minderheitenvotum).

#### Mitgliedschaft
Die Mitgliedschaft im Verein wird entweder durch Mitwirkung als Gründer oder durch Beitritt erworben. Der Beitritt ist ein Vertrag zwischen dem Verein und dem neuen Mitglied, setzt also dessen Antrag und die Annahme durch den Verein, vertreten vom Vorstand voraus. Die Rechte aus der Mitgliedschaft sind nicht übertragbar (das Stimmrecht ist unter Umständen übertragbar, wenn die Vereinssatzung dies ausdrücklich vorsieht) und nicht vererblich. Die Ausübung der Mitgliedschaftsrechte kann niemandem anderen überlassen werden. Die Mitgliedschaft endet durch Tod, Ausschluss, Austritt oder Auflösung des Vereins. Die Austrittserklärung ist eine empfangsbedürftige Willenserklärung. Die Satzung kann – was in der Praxis üblich ist – vorsehen, dass der Austritt nur zum Ende des Geschäftsjahres wirkt.
Echte Mitgliedsbeiträge sind in Deutschland von der Umsatzsteuer befreit, wobei echte von unechten Mitgliedsbeiträgen abzugrenzen sind, etwa von Beiträgen für eine Inanspruchnahme der Vereinstätigkeit (Abschnitt 1.4. UStAE). Umsatzsteuerbefreit sind zudem kulturelle und sportliche Veranstaltungen gemeinnütziger Vereine, soweit das Entgelt in Teilnehmergebühren besteht (§ 4 Nr. 22 Buchstabe b UStG).

#### Namen
Ins Vereinsregister eingetragene Vereinsnamen sind gewöhnlich Eigennamen, das nachgestellte e. V. ist jedoch kein Bestandteil dieses Eigennamens. Das Kürzel e. V. dient lediglich als Hinweis auf den Rechtsstatus des Zusammenschlusses (zum Beispiel in Briefköpfen oder in amtlichen Schriftstücken) und kann in der Regel weggelassen werden.

#### Vereinsauflösung
Der Verein wird durch Beschluss der Mitgliederversammlung oder durch Eröffnung des Insolvenzverfahrens aufgelöst. Sein Vermögen fällt dann an die in der Satzung bestimmten Personen. Enthält die Satzung hierüber keine Bestimmung, so fällt das Vermögen bei gemeinnützigen Vereinen an den Fiskus des Landes, in dem der Verein seinen Sitz hat. Bei eigennützigen Vereinen fällt das Vermögen in diesem Fall an die Mitglieder (§ 45 BGB).
Ein Verein kann ebenso durch eine Vereinsfusion oder ein behördliches Verbot (§ 3 VereinsG) aufgelöst werden, wenn seine Zwecke bzw. seine Tätigkeit den Strafgesetzen zuwiderlaufen bzw. er sich gegen die verfassungsmäßige Ordnung bzw. gegen den Gedanken der Völkerverständigung richtet oder wenn die Zahl der Mitglieder unter die gesetzliche Mindestanzahl von drei Mitgliedern sinkt (§ 73 BGB).
Wird der Verein durch Beschluss der Mitgliederversammlung aufgelöst und fällt das Vereinsvermögen nicht an den Fiskus, haben die Liquidatoren die laufenden Geschäfte zu beendigen, die Forderungen einzuziehen, das übrige Vermögen in Geld umzusetzen, die Gläubiger zu befriedigen und nach Ablauf des Sperrjahres (§ 51 BGB) den Überschuss den Anfallberechtigten auszuantworten (§ 49 Abs. 1 Satz 1 BGB).
Die Auflösung eines eingetragenen Vereins ist in das Vereinsregister einzutragen (§ 74 BGB).

#### Bedeutung
Der Verein ist eine Form der Freiwilligen-Organisationen. Er hat auch heute noch eine wichtige Bedeutung und ist stark verbreitet. So sind zum Beispiel Verbände oft in der Rechtsform eines Vereins vorzufinden. Intensiv wird dessen Bedeutung im Zusammenhang mit der Zivilgesellschaft im Freiwilligensurvey untersucht.

### Österreich
Wie in anderen Ländern gilt hier der Begriff des Vereins für einen Zusammenschluss von Personen mit gemeinsamen, ideellen Zielen. Anfangs gab es einige Beschränkungen. So war es politischen Vereinen nicht gestattet, Zweigvereine zu gründen und Vereinsabzeichen zu tragen. Nach dem österreichischen Vereinsgesetz vom 15. November 1867 war von jeder Vereinsversammlung wenigstens 24 Stunden vorher der Behörde durch den Vorstand Anzeige zu erstatten. Sollte die Versammlung öffentlich sein, so war auch dies gegenüber den Behörden anzukündigen.
Nach Artikel 12 des Staatsgrundgesetzes von 1867 haben alle Menschen das Recht, Vereine zu bilden. Das Vereinsgesetz von 1951 galt als sehr einfach im Vergleich mit den Regelungen in anderen Staaten. Die Mindestanzahl sind zwei Personen, und der Verein darf nicht auf Gewinn ausgerichtet sein. Eine Mitgliederversammlung muss wenigstens einmal innerhalb von fünf Jahren stattfinden. Durch das novellierte Vereinsgesetz von 2002 wurden ein zentrales Vereinsregister (ZVR) beim Bundesministerium für Inneres sowie zahlreiche Einschränkungen geschaffen. Finanzstarke Vereine (ab 1 Million Euro Jahresumsatz) sind bilanzpflichtig. Jeder Verein muss im Schriftwechsel und bei Veröffentlichungen die zentrale Vereinsregisterzahl angeben. Für Streitigkeiten hat der Verein eine Schlichtungsstelle zu benennen. Jeder kann seit dem 1. Januar 2006 gebührenfrei über das Internet im Zentralen Vereinsregister nach Vereinen mit einem bestimmten Namen oder der Vereinsregisterzahl suchen.
Die deutsche Form des eingetragenen Vereins existiert in Österreich nicht als Rechtsbegriff und daher ist auch der Namenszusatz e. V. nicht zulässig. Eine Eintragung und insofern eine Registrierung im Vereinsregister besteht schon immer, sie hat aber keine rechtsbegründende Wirkung; diese ergibt sich nur aus dem positiven Abschluss des vereinsbehördlichen Verfahrens.
Nach der Bundesabgabenordnung werden unter engen Voraussetzungen von der Finanzbehörde Gemeinnützigkeit, Mildtätigkeit oder kirchliche Zwecke zugestanden, was bestimmte Begünstigungen, wie beispielsweise die steuermildernde Wirkung von Spenden, zur Folge hat. Für das Finanzamt gibt es auch Personengruppen und nicht rechtsfähige Vereine, die zwar nicht im Vereinsregister eingetragen, aber so organisiert und fortbestehend sind. Sie kommen als Körperschaftssteuersubjekte in Betracht, deren Veranlagung nicht einer Person zugeordnet werden kann.
Die größten Vereine nach Mitgliedern sind der ÖAMTC, das ÖRK und der Alpenverein, die größten Sportvereine: ASKÖ, ASVÖ und die Sportunion.

### Schweiz
Der Verein (französisch association, italienisch associazione, rätoromanisch uniun) erlangt mit der Gründung Rechtsfähigkeit. Dazu müssen zumindest zwei Personen Statuten erstellen und die Organe bestellen. Der Verein wird dadurch zur juristischen Person. Zwar darf ein Verein nur ideeller und gemeinnütziger Natur sein, darf jedoch zur Erreichung des Vereinsziels ein Gewerbe betreiben. Die Statuten müssen Auskunft geben über den Zweck, die Mittelbeschaffung und die Organisation des Vereins.
Das Recht, einen Verein zu gründen, ist in der Bundesverfassung, Artikel 23, verankert.

#### Vereinsrecht
Die rechtlichen Grundlagen zum Verein finden sich im Schweizer Zivilgesetzbuch, Art. 60–79. Soweit es daraus keine zwingenden Vorschriften gibt, kann in den Statuten alles frei geregelt werden. Wird in diesen etwas nicht geregelt, gelten automatisch die entsprechenden Passagen aus dem ZGB. Folgende Grundsätze sind vom Gesetz her zwingend:
- Der Vorstand – welcher mindestens ein Mitglied umfasst – und die anderen Organe dürfen ausdrücklich nur das tun, was ihnen gemäß Statuten erlaubt ist. Alle anderen Beschlüsse müssen von der Vereinsversammlung gefällt werden.
- Jedes Mitglied kann einen Beschluss, welcher die Statuten oder geltende Gesetze verletzt, vor Gericht anfechten, falls das Mitglied dem Beschluss vorher nicht zugestimmt hat.
- Eine Änderung des Vereinszwecks darf keinem Mitglied aufgezwungen werden. Das heißt, dass der Zweck nur per einstimmigem Beschluss aller Mitglieder geändert werden kann.
- Ein Fünftel der Mitglieder kann jederzeit eine außerordentliche Vereinsversammlung einberufen, etwa zur Abwahl des Vorstands. Es ist im Gesetz nicht geregelt, wie häufig eine Mitgliederversammlung stattfinden muss. In der Regel findet sie einmal pro Jahr statt.

Verein kommerzieller Natur und Eintrag ins Handelsregister
Ein Verein kommerzieller Natur („ein nach kaufmännischer Art geführtes Gewerbe“) muss im Handelsregister eingetragen sein. Auch ein solcher Verein darf keine Gewinnabsicht haben. Nach der Eintragung kann der Verein auf Konkurs betrieben werden (wenn der Verein nicht eingetragen ist, so erfolgt die Betreibung, wie bei natürlichen Personen, auf Pfändung). Auch nicht kommerzielle Vereine können sich eintragen lassen. Nur wenige Prozent aller Vereine sind ins Handelsregister eingetragen.
Die Statuten sowie das Verzeichnis der Vorstandsmitglieder müssen bei der Eintragung mitgeteilt werden. Falls die Mitglieder persönlich für das Vereinsvermögen haften oder wenn eine Nachschusspflicht besteht, muss bei der Eintragung eine Mitgliederliste abgegeben werden. Ein- und Austritte aus dem Verein müssten in diesem Fall ebenfalls gemeldet werden.
Finanzielle Haftung der Vereinsmitglieder
Vor der Einführung des Artikels 75a ZGB am 1. Juni 2005 mussten die Vereinsmitglieder – falls keine Vereinsbeiträge definiert waren – voll für das Vereinsvermögen haften. Waren jedoch in den Statuten Mitgliederbeiträge definiert – und sei es auch nur in der Form: „Die Vereinsversammlung legt jedes Jahr die Beiträge der Mitglieder fest“ –, dann hafteten Mitglieder nur in der Höhe des jährlichen Vereinsbeitrags. Ein Beispiel dafür war das 500.000 Franken hohe Defizit einer Pferdesportveranstaltung; der Verein eröffnete Konkurs und die Gläubiger gingen leer aus, weil die Mitglieder mit der Leistung ihrer Beiträge ihre Pflicht bereits erfüllt hatten.
Mit dem Artikel 75a ZGB ab 1. Juni 2005 wurde eine Klärung eingefügt mit dem Wortlaut 

„Für die Verbindlichkeiten des Vereins haftet das Vereinsvermögen. Es haftet ausschliesslich, sofern die Statuten nichts anderes bestimmen.“

#### Anzahl und Bedeutung
Vereine sind neben der Aktiengesellschaft die zahlmäßig wichtigste Gesellschaftsform in der Schweiz. Über die genaue Anzahl der Vereine in der Schweiz kann nur spekuliert werden, da keine Registrierungspflicht besteht. Eine Schätzung von 150.000 bis 200.000 Vereinen (also in Relation zur Bevölkerung deutlich mehr als in Deutschland) ist realistisch. Nur 9465 Vereine sind im Handelsregister registriert, was dementsprechend einem Anteil von etwa 5 % entspricht. Von 2014 bis 2019 hat die Anzahl der registrierten Vereine allerdings um rund einen Viertel zugenommen.
Dem Verein kommt in der Schweiz historisch eine große Bedeutung zu. Durch die einfache Organisationsform des Vereins konnten über die Kantons- und Sprachgrenzen hinaus schnell und unbürokratisch Gemeinschaften gegründet werden. Dies beschleunigte im 19. Jahrhundert den Prozess der Bildung eines gesamtschweizerischen Gemeinschaftsgefühls und half, die junge Demokratie zu etablieren. Die politischen Parteien in der Schweiz haben in den meisten Fällen die Rechtsform eines Vereins, damit sie über eine Rechtspersönlichkeit verfügen.
Es gibt Organisationen und Plattformen, die Vereine und aktive Vereinsmitarbeitende fachlich mit Kursen unterstützen, wie etwa das Migros-Kulturprozent.

### Liechtenstein
In Liechtenstein weisen die Vereine für das soziale, gesellschaftliche und kulturelle Leben in den einzelnen Dörfern und im Land eine grosse Bedeutung auf. Die rechtlichen Bestimmungen sind denen in der Schweiz recht ähnlich. Daneben ermöglicht es das liechtensteinische Recht auch, dass ein Verein ein kommerziell geführtes Gewerbe betreibt.

### Südtirol (Italien)
Vereine sind ehrenamtliche Organisationen. Das italienische Zivilgesetzbuch (Codice civile) gliedert in „anerkannte Vereine“ und „nicht anerkannte Vereine“ (Art. 36 bis 38 ZGB). Beide Vereinsformen können sich bei Gründung beglaubigen (Notar) und/oder registrieren (Registeramt) lassen. Basierend auf dem Zivilgesetzbuch und der italienischen Gesetzgebung existieren überdies zahlreiche Südtiroler Landesgesetze zu Non-Profit-Organisationen (NPO), insbesondere das Landesgesetz Nr. 11/1993.

#### Registrierung (Registeramt)
Ein registrierter Gründungsakt (Statut und Gründungsprotokoll) gewährleistet den Mitgliedern der Organisation und Dritten Rechtssicherheit. Durchzuführen ist die kostenpflichtige Eintragung bei der Agentur der Einnahmen (ital. Ufficio delle Entrate). Diese Eintragung ist von Art und Aufwand vergleichbar mit dem Vereinsregister bzw. dem eingetragenen Verein (e. V.) in Deutschland.

#### Der nicht anerkannte Verein
Der größte Anteil der Südtiroler Vereine und NPO sind nicht anerkannte Vereine. Es muss in diesem Zusammenhang festgehalten werden, dass vielen kleineren Organisationen der Aufwand des Anerkennungsverfahrens und/oder der damit zusammenhängenden Verpflichtungen zu hoch ist. Ein zu geringes Vereinsvermögen ist zudem oft Hinderungsgrund für die Anerkennung als juristische Person. Die Organe, die Struktur sowie die Aufnahme und der Ausschluss von Mitgliedern können im Unterschied zum anerkannten Verein nach Belieben gestaltet werden. In der Praxis sind aber in der Vereinbarung der Mitglieder, d. h. im Vereinsstatut, ähnliche Verfahren und Regelungen anzutreffen, wie sie für den anerkannten Verein vorgeschrieben sind. Vor Gericht werden die nicht anerkannten Vereine von jener Person vertreten, die im Verein das höchste Amt bekleidet. Die Beiträge der Mitglieder und die erworbenen Anlagegüter bilden das gemeinschaftliche Vermögen des Vereins. Für Verbindlichkeiten des Vereins können Dritte zur Tilgung ihrer Ansprüche auf das Vereinsvermögen zurückgreifen. Sollte dieses nicht ausreichen, haften für diese Verbindlichkeiten jene Personen, die im Namen und auf Rechnung des Vereines gehandelt haben.

#### Anerkennung (als juristische Person)
Der anerkannte Verein ist ein vollständig handlungsfähiger, autonomer Rechtsträger. Ein wichtiger Vorteil der Anerkennung liegt darin, dass das Vermögen des Vereins von jenem seiner Mitglieder gänzlich getrennt wird. Verschuldet sich ein anerkannter Verein, können seine Gläubiger nur auf das Vereinsvermögen, nicht aber auf das seiner Funktionäre oder Mitglieder zurückgreifen. In Südtirol ist das Amt für Kabinettsangelegenheiten in Bozen, Crispistraße 3 (Landhaus 1, 3. Stock) zuständig. Die Anerkennung erfolgt mit Dekret des Landeshauptmannes nach Vorlage folgender Unterlagen:
- Notariell beglaubigte Kopie der öffentlichen Gründungsurkunde (Statut und Gründungsprotokoll);
- Auszug aus dem Protokoll, aus welchem der Beschluss der Mitgliederversammlung bezüglich Antrag um Anerkennung hervorgeht;
- Bestätigung und Dokumentation betreffend das Vereinsvermögen (Mindestvermögen ist erforderlich);
- Haushaltsvoranschlag und Jahresabschlussrechnung;
- Tätigkeitsbericht;
- Namen und Steuernummer der Vorstandsmitglieder;
- Ersatzerklärung des Notorietätsaktes, dass für den/die Vorsitzende/n keine Unvereinbarkeitsgründe vorliegen.

#### Verpflichtungen anerkannter Verein
- Der anerkannte Verein ist in seiner internen Ordnung an die Vorschriften des ZGB gebunden.
- Spätere Statutenänderungen sind notariell beglaubigt innerhalb von 30 Tagen ab Beschlussfassung dem zuständigen Amt für Kabinettsangelegenheiten zur Genehmigung vorzulegen.
- Die Neuwahl des Vorstandes oder aber die Ersetzung eines einzelnen Vorstandsmitgliedes ist samt Auszug aus dem Protokoll der Mitgliederversammlung dem Amt mitzuteilen.
- Die Auflösung der Organisation ist mit notariell beglaubigter Kopie des Vollversammlungsbeschlusses dem Amt bekannt zu geben.
- Die Mitgliederversammlung kann auch im Auflösungsbeschluss die Liquidatoren namhaft machen, deren Namen dem Präsidenten des Landesgerichtes übermittelt werden müssen. Auf jeden Fall muss das Landesgericht über den Auflösungsbeschluss informiert werden, damit die Liquidation eingeleitet werden kann. Die Liquidatoren müssen auch binnen 15 Tagen ihre Namhaftmachung dem Amt für Kabinettsangelegenheiten mitteilen, da diese in das Register der juristischen Personen eingetragen werden müssen. Nach Beendigung der Liquidation wird mittels Dekret des Landeshauptmannes das Erlöschen der Rechtsperson erklärt.
- Der Aufsichtsbehörde (Amt für Kabinettsangelegenheiten) sind jährlich innerhalb 30. Juni die folgenden Unterlagen vorzulegen: Tätigkeitsbericht, genehmigte Jahresabschlussrechnung, Bericht der Rechnungsrevisoren (wenn vorgesehen).

### Luxemburg
Verein ohne Gewinnzweck (VoG), gemäß dem Gesetz vom 21. April 1928 über die Vereine und die Stiftungen ohne Gewinnzweck.

### Vereinigtes Königreich
Siehe Non-Profit-Organisation (NPO).

### Vereinigte Staaten von Amerika
Vereine in den Vereinigten Staaten sind sog. „Non-Profit Corporations“.
Wie andere juristische Personen kann ein Verein als gemeinnützig anerkannt werden. Ein gemeinnütziger Verein wird von den Steuern befreit, und Beiträge an gemeinnützige Organisationen kann man vom steuerbaren Einkommen abziehen.